# Oxyopes subabebae
Oxyopes subabebae là một loài nhện trong họ Oxyopidae.
Loài này thuộc chi Oxyopes. Oxyopes subabebae được Lodovico di Caporiacco miêu tả năm 1941.